# Hans-Peter Pohl
Hans-Peter Pohl (Triberg im Schwarzwald, 30 januari 1965) is een Duits noordse combinatieskiër.

## Carrière
Pohl werd in 1987 in eigen land wereldkampioen op de estafette. Een jaar later won Pohl met zijn ploeggenoten de gouden medaille in de estafette tijdens de Olympische Winterspelen 1988. Tijdens de Olympische Winterspelen 1992 eindigde Pohl als vijfde in de estafette.
Pohl is tegenwoordig commentator bij Eurosport.

## Belangrijkste resultaten

### Olympische Winterspelen
| Editie | Plaats      | Resultaten                   |
| ------ | ----------- | ---------------------------- |
| 1988   | Calgary     | 28e individueel · estafette  |
| 1992   | Albertville | 16e individueel 5e estafette |

### Wereldkampioenschappen noordse combinatie
| Jaar | Plaats        | Resultaten                  |
| ---- | ------------- | --------------------------- |
| 1987 | Oberstdorf    | 8e individueel · estafette  |
| 1991 | Val di Fiemme | 5e individueel 4e estafette |
| 1993 | Falun         | estafette                   |